# Pucheng (Weinan)

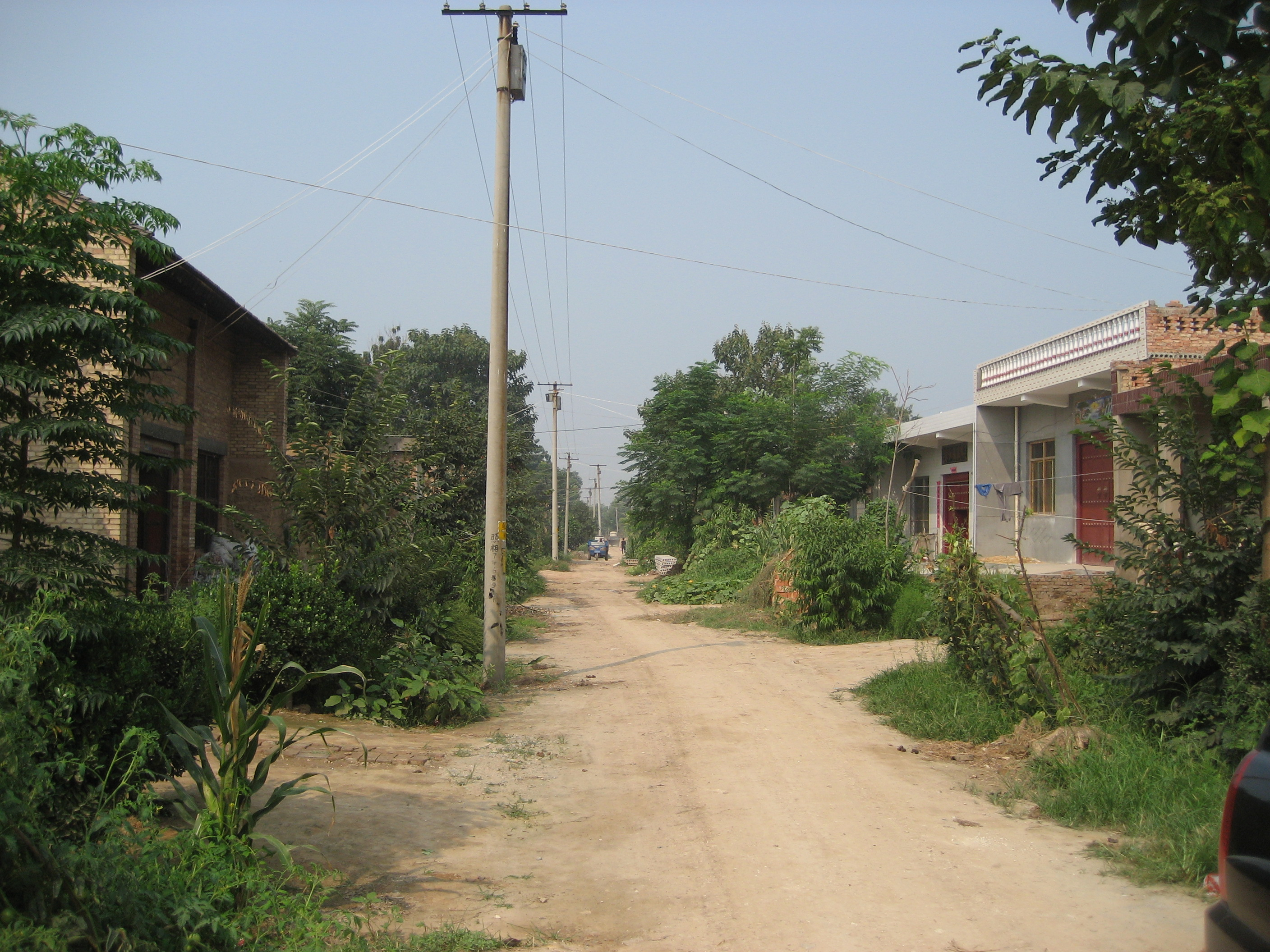
Dorf im Kreis Pucheng

Der Kreis Pucheng (蒲城县; Pinyin: Púchéng Xiàn) ist ein Kreis der bezirksfreien Stadt Weinan in der chinesischen Provinz Shaanxi. Die Einwohnerzahl beträgt 1.582 Quadratkilometer und die Einwohnerzahl 662.603 (Stand: Zensus 2020). 1999 zählte Pucheng 721.648 Einwohner.
Im Kreis befindet sich das Qiaoling-Mausoleum (桥陵, Qiáo líng) aus der Tang-Dynastie, die Ruinen Zhengyicaocan (徵邑漕仓遗址, Zhēng yì cáo cāng yízhǐ) aus der Zeit der Westlichen Han-Dynastie, die Chongshou-Pagode (崇寿寺塔, Chóngshòu sì tǎ) aus der Zeit der Song-Dynastie, und das Alte Wohnhaus von Yang Hucheng (杨虎城旧居, Yáng Hǔchéng jiùjū) von 1934, die zusammen mit der Tang-zeitlichen Pagode des Huiche-Tempels (慧彻寺南塔, Huìchè sìnán tǎ) auf der Liste der Denkmäler der Volksrepublik China stehen.